# Жамбил (Коксуський район)
Жамби́л (каз. Жамбыл) — село у складі Коксуського району Жетисуської області Казахстану. Входить до складу Лабасинський сільського округу.
У радянські часи село називалось Джамбул, або Єрназар.
Населення — 999 осіб (2021; 919 у 2009, 1309 у 1999, 909 у 1989).